# Dance Academy
Dance Academy é uma série de televisão australiana criada por Samantha Strauss e produzida pela Werner Film Productions em associação com Australian Broadcasting Corporation e a Zweites Deutsches Fernsehen. A primeira temporada estreou em 30 de maio de 2010. A segunda temporada começou a ser exibida em 12 de março de 2012 e terceira estreou na ABC 3 em 8 de julho de 2013 na Austrália. No Brasil, a primeira temporada da série foi exibida pela TV Brasil. Em Portugal, a primeira temporada foi exibida pelo Disney Channel e Panda Biggs com dobragem portuguesa. Mais tarde, foi exibida pela RTP2 com legendas em português e falado em inglês. No Brasil, Em 2023 o SBT também anunciou a exibição do desenho a partir de janeiro de 2024.

## Enredo
Dance Academy é narrada principalmente da perspectiva de Tara Webster (Xenia Goodwin), uma estudante recém-aceita na Academia Nacional de Dança. Ao longo da série, ela melhora sua técnica de balé, aprende balé contemporâneo e hip-hop, cria novas amizades e enfrenta muitas dificuldades. Na primeira temporada da série, Tara faz amizade com seus colegas Kat (Alicia Banit) e Ethan Karamakov (Tim Pocock), Sammy Lieberman (Thom Green), Abigail Armstrong (Dena Kaplan) e Christian Reed (Jordan Rodrigues) e também tem de aprender a lidar com a sua professora, senhora Raine (Tara Morice).
Na segunda temporada, vemos Tara retornar à Academia para o seu segundo ano com a esperança de representar a Austrália em uma competição de balé internacional, o Prix de Fonteyn. Esta temporada introduziu os personagens Grace Whitney (Isabel Durant), Ben Tickle (Thomas Lacey), Ollie Lloyd (Keiynan Lonsdale) e Saskia Duncan (Brooke Harman) e mostrou a reação dos personagens diante da morte prematura de Sammy.
Na terceira temporada, os alunos, em seu terceiro ano de academia, competem por um contrato com a companhia de dança para se tornar dançarinos principais. Depois que os contratos temporários são estabelecidos, os terceiro-anistas saem em turnê de "Romeu e Julieta".

## Produção
Dance Academy é produzido por Joanna Werner, da empresa de cinema Werner Films Productions, em associação com a Australian Broadcasting Corporation, Screen Australia, Victoria Film, Film Nova Gales do Sul e ZDF (Zweites Deutsches Fernsehen) da Alemanha. A partir de agosto de 2012, os direitos de exibição de Dance Academy foram vendidos para 180 países dos cinco continentes.

## Lançamentos e Filmagens

### Primeira Temporada
O lançamento para a primeira temporada começou no início de 2009 em Brisbane, Melbourne e Sydney. Todos os membros do elenco teriam que ser hábeis em drama e dança e tiveram que lidar com os melhores coreógrafos da Austrália. As filmagens começaram em 13 de julho de 2009 e duraram até o início de novembro. A estreia da série foi originalmente planejada para meados de 2010 no canal ABC3ː no entanto, assim como aconteceu com a série Dead Gorgeous, a estreia aconteceu no canal ABC1 em 31 de Maio de 2010 e no canal ABC3 em 6 de junho de 2010. No canal ZDF da Alemanha, a série estreou em 26 de setembro de 2010.

### Segunda Temporada
A produção da segunda temporada foi oficialmente feita pela ABC e ZDF em 2 de Julho de 2010. O elenco foi anunciado em 14 de setembro de 2010. As filmagens em Sydney aconteceram entre 31 de Janeiro e 4 de Agosto de 2011. Estreou na ABC 3 em 12 de Março de 2012 e durou 26 episódios, exibidos semanalmente, de segunda a quinta-feira, terminando em 24 de abril.

### Terceira Temporada
A Screen Austrália aprovou a produção da terceira temporada da série, com 13 episódios, em 5 de Dezembro de 2011. As filmagens começaram em 27 de agosto de 2012, e terminaram em 27 de novembro de 2012. Em 5 de Junho de 2013, Alicia Banit e Thomas Lacey apareceram no estúdio da ABC 3 para anunciar a estreia da terceira temporada em 8 de Julho de 2013.

## Elenco
| Ator/Atriz            | Personagem               | Temporadas   | Temporadas | Temporadas   |
| Ator/Atriz            | Personagem               | 1ª           | 2ª         | 3ª           |
| Principal             | Principal                | Principal    | Principal  | Principal    |
| --------------------- | ------------------------ | ------------ | ---------- | ------------ |
| Xenia Goodwin         | Tara Webster             | Principal    | Principal  | Principal    |
| Alicia Banit          | Katrina "Kat" Karamakov  | Principal    | Principal  | Principal    |
| Dena Kaplan           | Abigail Armstrong        | Principal    | Principal  | Principal    |
| Jordan Rodrigues      | Christian Reed           | Principal    | Principal  | Principal    |
| Thom Green            | Samuel "Sammy" Lieberman | Principal    | Principal  |              |
| Tim Pocock            | Ethan Karamakov          | Principal    | Principal  |              |
| Isabel Durant         | Grace Whitney            |              | Principal  | Principal    |
| Thomas Lacey          | Benjamin "Ben" Tickle    |              | Principal  | Principal    |
| Keiynan Lonsdale      | Oliver "Ollie" Lloyd     |              | Principal  | Principal    |
| Recorrente            |                          |              |            |              |
| Tara Morice           | Sra. Lucinda Raine       | Recorrente   | Recorrente | Recorrente   |
| Cariba Heine          | Isabelle                 | Recorrente   |            | Participação |
| Maria-Victoria Dragus | Petra Hoffman            | Recorrente   |            |              |
| Burgess Abernethy     | Ollie                    | Participação |            |              |